# Йонсений, Иоанн
Иоанн Йонсений (лат. Johannes Jonsenius или Jonsius; 20 октября 1624 — апрель 1659) — датский писатель и педагог.
Окончил университет в Ростоке с учёным званием магистра философии, преподавал в университетах Кёнигсберга и Ренсборга. Автор высоко оценённого современниками обзора «Об авторах истории философии» (лат. «De scriptoribus historiae philosophicae»; Франкфурт-на-Майне, 1659).